# Atomoclostis
Atomoclostis és un gènere monotípic d'arnes de la família Crambidae. Conté només una espècie, Atomoclostis deltosema, que es troba a Fiji.